# 1470
| 1470               |
| ------------------ |
| Dødsfald - Fødsler |
|                    |

| Gregoriansk kalender | 1470 MCDLXX             |
| Ab urbe condita      | 2223                    |
| Armensk kalender     | 919 ԹՎ ՋԺԹ              |
| Kinesiske kalender   | 4166 – 4167 己丑 – 庚寅 |
| Etiopisk kalender    | 1462 – 1463             |
| Jødisk kalender      | 5230 – 5231             |
| Hindukalendere       |                         |
| - Vikram Samvat      | 1525 – 1526             |
| - Shaka Samvat       | 1392 – 1393             |
| - Kali Yuga          | 4571 – 4572             |
| Iransk kalender      | 848 – 849               |
| Islamisk kalender    | 875 – 876               |

Konge i Danmark: Christian 1. 1448-1481
Se også 1470 (tal)

## Begivenheder
- 6. oktober - Englands konge, Henrik 6., der i perioder er sindssyg, og som fængsledes i 1461, løslades
- 9. oktober - Henrik 6. genindsættes på den engelske trone efter at være blevet afsat i 1461

## Dødsfald
- Karl Knutsson i Sverige